# Georg Henrik Jägerhorn

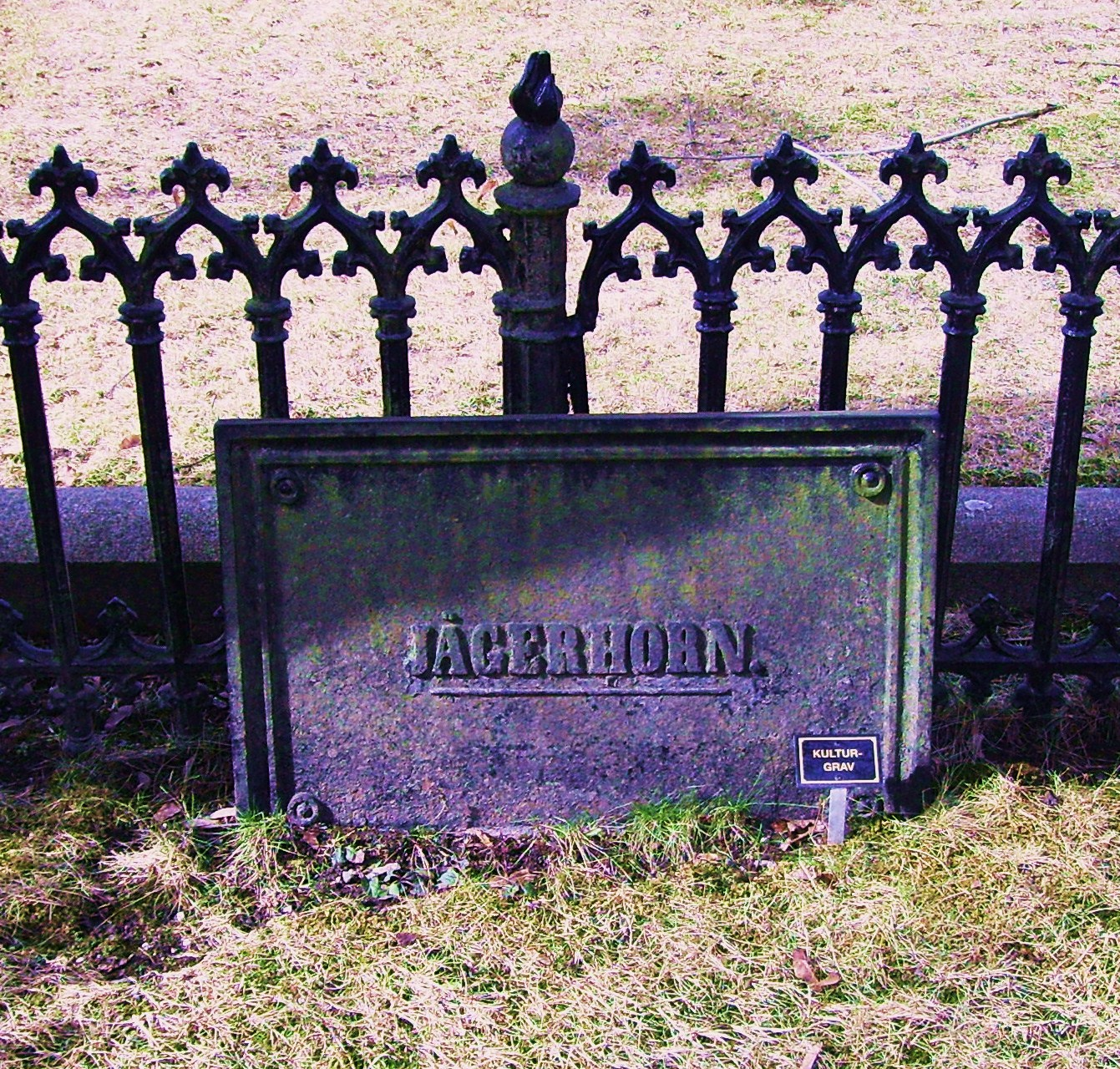
Georg Henrik Jägerhorns gravvård på Huddinge kyrkogård.

Georg (Göran) Henrik Jägerhorn af Spurila, född 6 oktober 1747 i S:t Michel, död 29 augusti 1826 i Huddinge socken, var en svensk militär och författare. Han deltog i Gustav III:s ryska krig 1788-90 och var i Stockholm under Finska kriget 1808-09.

## Biografi
Georg Henrik Jägerhorn föddes 1747 i Sankt Michels socken i östra Finland som son till kaptenen Carl Fredrik Jägerhorn och Elsa Margareta von Fieandt. Fadern hade under nästan hela sin tjänstetid tillhört Savolax infanteriregemente, och där anställdes även sonen vid unga år. Han blev rustmästare 1762, löjtnant 1775, kapten 1780 och major 1786, överstelöjtnant i armén 13 juni 1789.
Han utmärkte sig under Gustav III:s ryska krig 1788-90 och bidrog väsentligt till segrarna vid Porrassalmi där hans mod och rådighet förvandlade ett givet nederlag till en avgjord seger. Även i slagen vid Parkumäki och Kärnäkoski visade han för mod och skicklighet och befordrades 1790 till överste i armén och generaladjutant av flygeln. Utnämndes till chef för Savolax jägarregemente, Karelska jägarna, Karelska dragonregementet och Kymmenegårds bataljon 23 september 1790.
Han var chef för Haapaniemi krigsskola 1791-93.
Jägerhorn vägrade att ansluta sig till Anjalaförbundet - till skillnad från sin syssling Johan Anders Jägerhorn och sin halvbror Johan Henrik Hästesko som var den ende som avrättades för sin inblandning i Anjalaförbundet.
Efter fredsslutet utnämndes han till överbefälhavare i Finland och befordrades till generalmajor 1799.
Han konstruerade det s.k. Jägerhornska vapnet (studsare m/1793), för Savolax fotjägarregemente och Karelens jägarkår.
År 1804 erhöll han avsked och flyttade till Sverige. Detta, enligt sina memoarer, eftersom han förutsåg att Finland skulle gå förlorat. Han återgick i juni 1808 i tjänst på kung Gustav IV Adolfs uppmaning. Han befordrades till generallöjtnant, blev överkommendant på Stockholms garnison och förordnades att, under kungens frånvaro, sitta i regeringen. Redan i december samma år anhöll han om befrielse från dessa uppdrag och tog 1812 definitivt avsked från armén.
Han utnämndes till kommendör med storkorset av Svärdsorden 1809.
Han blev medlem av Krigsmannasällskapet 1797 och var arbetande hedersledamot av Krigsvetenskapsakademin från 1821.
Jägerhorn skrev en rad promemorior, operationsplaner och andra försvarsinlägg. Eftersom han var gustavian gick huvudparten av hans produktion inte i tryck på 200 år. Han argumenterar för det "fria kriget" eller "lilla kriget", med lätta trupper som slåss okonventionellt, istället för lineartaktik. Han förespråkade en taktik där fiendens vägbundna förband skulle angripas och styckas upp i mindre enheter, mottis. Värdet av goda förberedelser i form av övning och rekognosceringar samt nyttjande av rörliga fältartilleripjäser betonades.
Jägerhorn var gift med Fredrika Charlotta Hongelin och övertog svärföräldrarnas gods Vårby i Huddinge socken söder om Stockholm 1802. Han intresserade sig för hälsoutnyttjandet av Vårby källa. Hustrun dog på godset 1805 och här avled även Jägerhorn 1826.